# Olympische Sommerspiele 1924/Teilnehmer (Norwegen)
| Gelbes Symbol für Goldmedaillen mit stilisierten Olympischen Ringen | Graues Symbol für Silbermedaillen mit stilisierten Olympischen Ringen | Braundes Symbol für Bronzemedaillen mit stilisierten Olympischen Ringen |
| ------------------------------------------------------------------- | --------------------------------------------------------------------- | ----------------------------------------------------------------------- |
| 5                                                                   | 3                                                                     | 2                                                                       |

Norwegen nahm an den Olympischen Sommerspielen 1924 in Paris mit einer Delegation von 59 Athleten (57 Männer, 2 Frauen) in neun Disziplinen teil.

## Medaillengewinner
| Norwegen bei den Olympischen Sommerspielen 1924 in Paris | Norwegen bei den Olympischen Sommerspielen 1924 in Paris                           | Norwegen bei den Olympischen Sommerspielen 1924 in Paris | Norwegen bei den Olympischen Sommerspielen 1924 in Paris | Norwegen bei den Olympischen Sommerspielen 1924 in Paris |
| Medaille                                                 | Teilnehmer                                                                         | Sportart                                                 | Disziplin                                                | Resultat                                                 |
| -------------------------------------------------------- | ---------------------------------------------------------------------------------- | -------------------------------------------------------- | -------------------------------------------------------- | -------------------------------------------------------- |
| Gold                                                     | Ole Lilloe-Olsen                                                                   | Schießen                                                 | Laufender Hirsch Doppelschuss                            | 76 Punkte                                                |
| Gold                                                     | Otto von Porat                                                                     | Boxen                                                    | Schwergewicht                                            |                                                          |
| Gold                                                     | Eugen Lunde Anders Lundgren Christopher Dahl                                       | Segeln                                                   | 6-Meter-Klasse                                           | 2                                                        |
| Gold                                                     | Einar Liberg Ole Lilloe-Olsen Harald Natvig Otto Olsen                             | Schießen                                                 | Laufender Hirsch Einzelschuss, Mannschaft                | 160 Punkte                                               |
| Gold                                                     | Carl Ringvold senior Harald Hagen Carl Ringvold junior Rick Bockelie Ingar Nielsen | Segeln                                                   | 8-Meter-Klasse                                           | 2                                                        |
| Silber                                                   | Einar Liberg Ole Lilloe-Olsen Harald Natvig Otto Olsen                             | Schießen                                                 | Laufender Hirsch Doppelschuss, Mannschaft                | 262 Punkte                                               |
| Silber                                                   | Henrik Robert                                                                      | Segeln                                                   | 12-Fuß-Jolle                                             | 7                                                        |
| Bronze                                                   | Sverre Hilmar Hansen                                                               | Leichtathletik                                           | Weitsprung                                               | 7,26 Meter                                               |
| Bronze                                                   | Otto Olsen                                                                         | Schießen                                                 | Laufender Hirsch Einzelschuss                            | 39 Punkte                                                |
| Bronze                                                   | Sverre Sørsdal                                                                     | Boxen                                                    | Leichtes Schwergewicht                                   |                                                          |

## Boxen
| Teilnehmer        | Gewichtsklasse         | 1. Runde                          | 2. Runde                  | Viertelfinale               | Halbfinale                   | Finale / Bronzefinale    | Finale / Bronzefinale |
| Teilnehmer        | Gewichtsklasse         | Gegner Resultat                   | Gegner Resultat           | Gegner Resultat             | Gegner Resultat              | Gegner Resultat          | Platz                 |
| ----------------- | ---------------------- | --------------------------------- | ------------------------- | --------------------------- | ---------------------------- | ------------------------ | --------------------- |
| Edgar Christensen | Weltergewicht          | Italien Colacicco Sieger          | USA Mello Niederlage      | Ausgeschieden               | Ausgeschieden                | Ausgeschieden            | 9                     |
| Haakon Hansen     | Leichtgewicht          | Dänemark Eichholzer Sieger        | Dänemark Petersen Sieger  | Dänemark Nielsen Niederlage | Ausgeschieden                | Ausgeschieden            | 5                     |
| Olaf Hansen       | Federgewicht           | Walk-over                         | USA Fields Niederlage     | Ausgeschieden               | Ausgeschieden                | Ausgeschieden            | 9                     |
| Øivind Jensen     | Mittelgewicht          | Niederlande Meeuwessen Sieger     | Kanada Henning Niederlage | Ausgeschieden               | Ausgeschieden                | Ausgeschieden            | 9                     |
| Kristoffer Nilsen | Leichtgewicht          | Südafrika Beland Niederlage       | Ausgeschieden             | Ausgeschieden               | Ausgeschieden                | Ausgeschieden            | 17                    |
| Alf Pedersen      | Weltergewicht          | Niederlande Cornelisse Niederlage | Ausgeschieden             | Ausgeschieden               | Ausgeschieden                | Ausgeschieden            | 17                    |
| Otto von Porat    | Schwergewicht          |                                   | Australien Jardine Sieger | Italien Bertazzolo Sieger   | Argentinien Porzio Sieger    | Dänemark Petersen Sieger | Gold                  |
| Sverre Sørsdal    | Leichtes Schwergewicht | Belgien Delarge Sieger            | Irland Kidley Sieger      | USA Kirby Sieger            | Dänemark Petersen Niederlage | Italien Saraudi Sieger   | Bronze                |
| Trygve Stokstad   | Mittelgewicht          | Großbritannien Mallin Niederlage  | Ausgeschieden             | Ausgeschieden               | Ausgeschieden                | Ausgeschieden            | 17                    |

## Ringen

### Griechisch-römischer Stil
| Teilnehmer       | Gewichtsklasse | Kämpfe | Siege | Niederlagen | Platz |
| ---------------- | -------------- | ------ | ----- | ----------- | ----- |
| Ragnvald Olsen   | Bantamgewicht  | 5      | 3     | 2           | 5     |
| Svend Martinsen  | Bantamgewicht  | 4      | 2     | 2           | 9     |
| Arthur Nord      | Federgewicht   | 7      | 5     | 2           | 4     |
| Martin Egeberg   | Federgewicht   | 6      | 2     | 4           | 8     |
| Arne Gaupset     | Leichtgewicht  | 5      | 3     | 2           | 5     |
| Erling Michelsen | Leichtgewicht  | 2      | 0     | 2           | 20    |
| Paul Jahren      | Mittelgewicht  | 3      | 1     | 2           | 15    |

## Fechten
| Teilnehmer                                                      | Disziplin         | 1. Runde | 1. Runde | 2. Runde      | 2. Runde      | Viertelfinale | Viertelfinale | Halbfinale    | Halbfinale    | Finale        | Finale        |
| Teilnehmer                                                      | Disziplin         | Resultat | Platz    | Resultat      | Platz         | Resultat      | Platz         | Resultat      | Platz         | Resultat      | Platz         |
| --------------------------------------------------------------- | ----------------- | -------- | -------- | ------------- | ------------- | ------------- | ------------- | ------------- | ------------- | ------------- | ------------- |
| Sigurd Akre-Aas                                                 | Degen             | 4–4      | 2        |               |               | 4–5           | 8             | Ausgeschieden | Ausgeschieden | Ausgeschieden | Ausgeschieden |
| Sigurd Akre-Aas                                                 | Florett           | 1–3      | 4        | Ausgeschieden | Ausgeschieden | Ausgeschieden | Ausgeschieden | Ausgeschieden | Ausgeschieden | Ausgeschieden | Ausgeschieden |
| Sigurd Akre-Aas                                                 | Säbel             |          |          |               |               | 2–3           | 5             | Ausgeschieden | Ausgeschieden | Ausgeschieden | Ausgeschieden |
| Johan Falkenberg                                                | Degen             | 3–6      | 9        | Ausgeschieden | Ausgeschieden | Ausgeschieden | Ausgeschieden | Ausgeschieden | Ausgeschieden | Ausgeschieden | Ausgeschieden |
| Johan Falkenberg                                                | Florett           | 2–1      | 2        | 2–3           | 4             | Ausgeschieden | Ausgeschieden | Ausgeschieden | Ausgeschieden | Ausgeschieden | Ausgeschieden |
| Raoul Heide                                                     | Degen             | 5–4      | 3        |               |               | 7–3           | 1             | 5–6           | 7             | Ausgeschieden | Ausgeschieden |
| Frithjof Lorentzen                                              | Degen             | 1–8      | 9        | Ausgeschieden | Ausgeschieden | Ausgeschieden | Ausgeschieden | Ausgeschieden | Ausgeschieden | Ausgeschieden | Ausgeschieden |
| Frithjof Lorentzen                                              | Florett           | 1–2      | 3        | 4–1           | 2             | 2–3           | 4             | 0–5           | 6             | Ausgeschieden | Ausgeschieden |
| Sigurd Akre-Aas Johan Falkenberg Raoul Heide Frithjof Lorentzen | Degen, Mannschaft | 0,5–1,5  | 3        | Ausgeschieden | Ausgeschieden | Ausgeschieden | Ausgeschieden | Ausgeschieden | Ausgeschieden | Ausgeschieden | Ausgeschieden |

## Leichtathletik
| Teilnehmer                                               | Disziplin          | Vorrunde | Vorrunde | Viertelfinale | Viertelfinale | Halbfinale         | Halbfinale    | Finale                            | Finale        |
| Teilnehmer                                               | Disziplin          | Resultat | Platz    | Resultat      | Platz         | Resultat           | Platz         | Resultat                          | Platz         |
| -------------------------------------------------------- | ------------------ | -------- | -------- | ------------- | ------------- | ------------------ | ------------- | --------------------------------- | ------------- |
| Erling Aastad                                            | Weitsprung         | 6,72 m   | 4        | Ausgeschieden | Ausgeschieden | Ausgeschieden      | Ausgeschieden | Ausgeschieden                     | Ausgeschieden |
| Ketil Askildt                                            | Kugelstoßen        | 13,09 m  | 6        | Ausgeschieden | Ausgeschieden | Ausgeschieden      | Ausgeschieden | Ausgeschieden                     | Ausgeschieden |
| Ketil Askildt                                            | Diskus             | 43,405 m | Q        |               |               |                    |               | 43,405 m                          | 5             |
| Sverre Hilmar Hansen                                     | Weitsprung         | 7,26 m   | Q        |               |               |                    |               | 7,26 m                            | Bronze        |
| Sverre Helgesen                                          | Hochsprung         | 1,83 m   | Q        |               |               |                    |               | 1,83 m                            | 8             |
| Charles Hoff                                             | 400 m              | 53,0     | 2        | 49,2          | 2             | Zeit nicht bekannt | 4             | Ausgeschieden                     | Ausgeschieden |
| Charles Hoff                                             | 800 m              |          |          | 2.02,1        | 3             | 1.58,4             | 3             | 1.56,7                            | 8             |
| Martin Mølster                                           | Fünfkampf          |          |          |               |               |                    |               | Nahm nur an vier Teilkämpfen teil | 11            |
| Nils Andersen Johan Badendyck Hans Gundhus Haakon Jansen | 3000 m, Mannschaft |          |          |               |               | 27                 | 3             | Ausgeschieden                     | Ausgeschieden |
| Q: Für Finale qualifiziert                               |                    |          |          |               |               |                    |               |                                   |               |

## Moderner Fünfkampf
| Teilnehmer    | Disziplin | Resultat | Resultat |
| Teilnehmer    | Disziplin | Punkte   | Platz    |
| ------------- | --------- | -------- | -------- |
| Leif Knudtzon | Einzel    | 99,5     | 21       |
| Olliver Smith | Einzel    | 87,5     | 16       |

## Segeln
| Teilnehmer                                                                         | Bootsklasse  | Qualifikation    | Qualifikation    | Qualifikation    | Qualifikation       | Finale           | Finale           | Finale              | Finale |
| Teilnehmer                                                                         | Bootsklasse  | 1. Regatta Platz | 2. Regatta Platz | 3. Regatta Platz | Punkte Platz-Ziffer | 1. Regatta Platz | 2. Regatta Platz | Punkte Platz-Ziffer | Platz  |
| ---------------------------------------------------------------------------------- | ------------ | ---------------- | ---------------- | ---------------- | ------------------- | ---------------- | ---------------- | ------------------- | ------ |
| Henrik Robert                                                                      | 12-Fuß Jolle | 1                | 4                | –                | 5                   | 2                | 5                | 7                   | Silber |
| Christopher Dahl Eugen Lunde Anders Lundgren                                       | 6-Meter      | 3                | 1                | 1                | 5                   | 1                | 1                | 2                   | Gold   |
| Rick Bockelie Harald Hagen Ingar Nielsen Carl Ringvold senior Carl Ringvold junior | 8-Meter      | 2                | 4                | 1                | 7                   | 1                | 1                | 2                   | Gold   |

## Schießen
| Teilnehmer                                                                        | Disziplin                            | Resultat | Resultat |
| Teilnehmer                                                                        | Disziplin                            | Punkte   | Platz    |
| --------------------------------------------------------------------------------- | ------------------------------------ | -------- | -------- |
| Einar Liberg                                                                      | 25 m Schnellfeuerpistole             | 18       | 8        |
| Einar Liberg                                                                      | Laufender Hirsch, Einzel             | 36       | 7        |
| Harald Angaard                                                                    | Freigewehr                           | 83       | 19       |
| August Onsrud                                                                     | Freigewehr                           | 79       | 35       |
| August Onsrud                                                                     | 50 m Rifle, liegend                  | 385      | 26       |
| Olaf Johannsessen                                                                 | Freigewehr                           | 78       | 41       |
| Olaf Johannsessen                                                                 | 50 m Rifle, liegend                  | 375      | 45       |
| Otto Olsen                                                                        | Freigewehr                           | 73       | 51       |
| Otto Olsen                                                                        | Laufender Hirsch, Einzel             | 39 (17)  | Bronze   |
| Willy Røgeberg                                                                    | 50 m Rifle, liegend                  | 388      | 18       |
| Olaf Sletten                                                                      | 50 m Rifle, liegend                  | 385      | 26       |
| Harald Natvig                                                                     | Laufender Hirsch, Einzel             | 36       | 7        |
| Harald Natvig                                                                     | Laufender Hirsch, Doppel             | 62       | 9        |
| Ole Lilloe-Olsen                                                                  | Laufender Hirsch, Einzel             | 33       | 15       |
| Ole Lilloe-Olsen                                                                  | Laufender Hirsch, Doppel             | 76       | Gold     |
| Ole Lilloe-Olsen                                                                  | Trap                                 | 94       | 11       |
| Oluf Wesmann-Kjær                                                                 | Laufender Hirsch, Doppel             | 59       | 13       |
| Oluf Wesmann-Kjær                                                                 | Trap                                 | 92       | 16       |
| Eivind Holmsen                                                                    | Trap                                 | 90       | 19       |
| Martin Stenersen                                                                  | Trap                                 | 90       | 19       |
| Ludvig Larsen Olaf Johannessen Willy Røgeberg Halvard Angaard Otto Olsen          | Freigewehr, Mannschaft               | 594      | 8        |
| Ole Lilloe-Olsen Einar Liberg Harald Natvig Otto Olsen                            | Laufender Hirsch, Einzel, Mannschaft | 160      | Gold     |
| Ole Lilloe-Olsen Einar Liberg Harald Natvig Otto Olsen                            | Laufender Hirsch, Doppel, Mannschaft | 262      | Silber   |
| Ole Lilloe-Olsen Oluf Wiesmann-Kjær Eivind Holmsen Martin Stenersen Harald Natvig | Trap, Mannschaft                     | 336      | 7        |

## Schwimmen
| Teilnehmer   | Disziplin    | Vorrunde | Vorrunde | Halbfinale | Halbfinale | Finale        | Finale        | Total |
| Teilnehmer   | Disziplin    | Resultat | Platz    | Resultat   | Platz      | Resultat      | Platz         | Platz |
| ------------ | ------------ | -------- | -------- | ---------- | ---------- | ------------- | ------------- | ----- |
| Sven Thaulow | 100 m Rücken | 1.24,0   | 1        | 1.24,2     | 5          | Ausgeschieden | Ausgeschieden | 10    |

## Tennis
| Teilnehmer                              | Disziplin      | 1. Runde                             | 2. Runde                                             | 3. Runde                                  | 4. Runde                       | Viertelfinale            | Halbfinale      | Finale          | Platz |
| Teilnehmer                              | Disziplin      | Gegner Resultat                      | Gegner Resultat                                      | Gegner Resultat                           | Gegner Resultat                | Gegner Resultat          | Gegner Resultat | Gegner Resultat | Platz |
| --------------------------------------- | -------------- | ------------------------------------ | ---------------------------------------------------- | ----------------------------------------- | ------------------------------ | ------------------------ | --------------- | --------------- | ----- |
| Caro Dahl                               | Single, Damen  |                                      | Frankreich Vlasto Niederlage 0–2                     | Ausgeschieden                             | Ausgeschieden                  | Ausgeschieden            | Ausgeschieden   | Ausgeschieden   | 17    |
| Molla Mallory                           | Single, Damen  |                                      | Walk-over                                            | Frankreich Vaussard Sieger 2–0            | Niederlande Bouman Sieger 2–0  | USA Wills Niederlage 0–2 | Ausgeschieden   | Ausgeschieden   | 5     |
| Conrad Langaard                         | Single, Herren | Britisch-Indien Fyzee Niederlage 0–0 | Ausgeschieden                                        | Ausgeschieden                             | Ausgeschieden                  | Ausgeschieden            | Ausgeschieden   | Ausgeschieden   | 61    |
| Jack Nielsen                            | Single, Herren | Walk-over                            | Dänemark Tegner Sieger 3–1                           | Frankreich Borotra Niederlage 0–3         | Italien Colombo Niederlage 0–3 | Ausgeschieden            | Ausgeschieden   | Ausgeschieden   | 17    |
| Conrad Langaard und Jack Nielsen        | Doppel, Herren |                                      | Britisch-Indien Rutnam und Hadi Niederlage 0–3       | Ausgeschieden                             | Ausgeschieden                  | Ausgeschieden            | Ausgeschieden   | Ausgeschieden   | 16    |
| Norge I Conrad Langaard und Caro Dahl   | Mixed, Doppel  |                                      | Griechenland Valaoritou und Zerlendis Niederlage 1–2 | Ausgeschieden                             | Ausgeschieden                  | Ausgeschieden            | Ausgeschieden   | Ausgeschieden   | 15    |
| Norge II Jack Nielsen und Molla Mallory | Mixed, Doppel  |                                      | Belgien Dupont und Washers Sieger 2–1                | USA Z. Jessup und Richards Niederlage 0–2 | Ausgeschieden                  | Ausgeschieden            | Ausgeschieden   | Ausgeschieden   | 9     |